# Merophysia formicaria
Merophysia formicaria là một loài bọ cánh cứng thuộc họ Endomychidae. Loài này được Lucas mô tả khoa học năm 1852.